# Lucho Gatica
Luis Enrique Gatica Silva (Rancagua, 11 de agosto de 1928 - 13 de novembro de 2018), mais conhecido como Lucho Gatica, foi um cantor de bolero e ator chileno. Ele foi pai do ator mexicano Luis Gatica e tio do produtor musical chileno Humberto Gatica.

## Biografia

### Fama internacional
Em 1956, ele começou uma turnê no exterior que o levou para a Venezuela. Em 1957, Gatica decidiu se mudar para o México, um país que se tornaria muito importante em sua vida. Lá ele lançou No me platiques, Tú me acostumbraste e Voy a apagar la luz, este último lançado em 1959. Por esses anos, ele já era tão conhecido nos círculos artísticos dos EUA que a MGM organizou algumas visitas protocolares com as personalidades mais célebres do momento no mundo, incluindo Elvis Presley e Nat King Cole. Em 1958, o primeiro álbum em formato LP de Gatica foi apresentado. Dois de seus três álbuns lançados naquele ano foram compilações de suas gravações mais conhecidas no formato 78 RPM, o terceiro foi chamado de Encadenados.
Mais tarde, Gatica decidiu morar definitivamente no México, e lá se casou em 21 de maio de 1960, com a atriz porto-riquenha María del Pilar Mercado, artisticamente conhecida como Mapita Cortés, que também morava naquele país. Desta união, que durou  18 anos, o casal teve cinco filhos, entre eles o filho mais velho, Luis Antonio Gatica Cordero (nascido em 1961), ator, e o mais jovem, Alfredo Gatica Cordero, produtor musical. Após o divórcio, Gatica mudou-se para os Estados Unidos. Seu segundo casamento foi com uma modelo americana que conheceu no início da década de 1980, com quem se casou por seis anos e com quem teve sua sexta filha, Luciana. Após a separação, em 1986, ele se casou com sua atual esposa, Leslie, vinte anos mais jovem, com quem teve sua filha mais nova, Lily Gatica. Em 1991, Lucho Gatica começou a manifestar os primeiros problemas vocais, um desgaste que se acentuaria nos anos seguintes e que afetaria sua baixa produção de discos.

Em 1995, ele recebeu uma grande homenagem em Miami, de diversos artistas como Monna Bell, Celia Cruz, Rafael Basurto (Los Panchos), Olga Guillot, Juan Gabriel e José José. Em 1996, atuou como presidente do júri do XXXVII Festival Internacional da Canção de Viña del Mar, no Chile. Durante este evento, Juan Gabriel - que participou como artista convidado - mais uma vez lhe presta uma homenagem ao tocar um medley com as populares canções chilenas "Yo vendo negros ojos / Ende que te vi".